# チーター (韓国の歌手)
チーター（朝: 치타）は、韓国の歌手・ラッパーである。

## 略歴
2010年7月15日に韓国のグループBlack List（朝: 블랙리스트）のメンバーとして「Stop (Money Can't Buy Me Love)」でデビュー。
その後、2015年に韓国のヒップホップ番組「Unpretty Rapstar」に出演。
2015年8月3日にソロシングル「My Number」をリリース、2016年よりPRODUCE 101シリーズのラップトレーナーとして出演している。

## 作品

### シングル
- My Number（2015年8月3日）
- Star Wars（2015年12月18日）
- Girl Crush（2016年2月29日）
- NOT TODAY（2016年10月25日）
- Style Diet (Feat. 강남)（2017年1月13日）
- BLURRED LINES (Feat. 한해) （2017年1月27日）
- 비틀비틀（2018年1月12日）
- 비행（2019年5月3日）

#### Black List名義
- 「Stop (Money Can't Buy Me Love)」（2010年7月15日）

#### その他の名義
- 「Coma 07` (Prod.by DJ Juice, D.Theo)」（2015年3月20日）-　アルバム「Unpretty Rapstar　SEMI FINAL」（2015年）に収録[4]。

## 出演
- 「Unpretty Rapstar」(2015年)
- PRODUCE 101シリーズ（2016年-）
  - 「PRODUCE 101」 (2016年)
  - 「PRODUCE 101 (Season 2)」 (2017年)
  - 「PRODUCE 48」 (2018年)
  - 「PRODUCE X 101」 (2019年)
- 「The Call 2」 (2019年)[5]。